# Robanov kot
Robanov kot je ledeniška dolina in naselje v Zgornji Savinjski dolini, na poti med Lučami in Solčavo. Naselje Robanov Kot (680 m) leži ob reki Savinji, pripadajo pa mu tudi posamezne samotne kmetije na pobočjih Raduhe (2062m) in Strelovca (1763m). Dolina Robanov kot pa sega do vznožja Ojstrice (2350 m), obkrožajo pa jo še vrhovi Krofička (2083 m), Križevnik (1909 m) in Molička peč (2029 m).
Robanov kot sicer geografsko pripada Zgornji Savinjski dolini, sicer pa je področje bolj vezano na bližnjo Koroško, posebej po odprtju mejnega prehoda na Pavličevem sedlu. Sosednja ledeniška  dolina je turistično še bolj poznana Logarska dolina.

## Nastanek doline
Dolino je izoblikoval ledenik v ledeni dobi, ki je zapustil veliko sipkega gradiva. Hudourniški potok Bela ga ob deževjih odnaša v Savinjo. Vode z melišč in grap nanašajo grušč in zasipavajo gozdove in pašnike.

## Kmetije
Kmetije so v Robanovem kotu že okoli 1000 let, kar dokazujejo hišna imena, saj jih v današnji obliki najdemo že v urbarju iz leta 1426: Govčeva kmetija, Roban, Vršnik, Haudej, Knez, zgornji in spodnji Bevšek. V bližini kmetij so njive, travniki in pašniki, obdaja pa jih gozd sredi katerega so si predniki izsilili življenjski prostor. V stavbnem izročilu, narečju in ohranjenih običaji se opazi veliko koroških posebnosti. Do leta 1894, ko ni bilo ceste med Ljubnim in Solčavo, so se Solčavani preko Pavličevega sedla in Črne povezovali s Korošci.

## Krajinski park
Robanov kot je bil že leta 1950 zavarovan kot naravna znamenitost (Ur.l. LRS št. 7/50) za kar 
je veliko prispeval ljudski pisec Joža Vršnik - Robanov. Zato je zdaj ta dolina brez počitniških hišic in v njej stojijo le trdne gorske kmetije. Od leta 1987 pa je dolina zavarovana kot krajinski park. Krajinski park obsega samo Robanov kot v ožjem smislu, torej od Savinje navzgor ob potoku Bela do zatrepa pod ostenji Ojstrice, ob straneh pa ga omejujejo strma pobočja in stene. Skupaj meri 1423 ha. Krajevna oznaka Robanovega kota zajema poleg krajinskega parka tudi nekaj domačij ob Savinji.